# Wunsiedel
Wunsiedel è un comune tedesco di 9 986 abitanti, situato nel land della Baviera.
La città è nota per aver ospitato nel proprio cimitero, dal 1987 al 2011, i resti di Rudolf Hess, braccio destro di Hitler.
Wunsiedel è la sede della fabbrica di vetro Lamberts.

## Amministrazione

### Gemellaggi
- Mende, Francia
- Schwarzenberg/Erzgeb., Germania
- Volterra, Italia
- Ostrov, Repubblica Ceca